# Ludwig Hartau
Ludwig Hartau (19 de febrero de 1877 - 24 de noviembre de 1922) fue un actor teatral y cinematográfico alemán, activo en la época del cine mudo.

## Biografía
Nacido en Żmigród, Polonia, en aquel momento parte de la Provincia de Silesia (Reino de Prusia), fue un famoso actor y profesor de teatro, contando entre sus alumnos con Ursula Krieg. Se inició en la todavía incipiente industria cinematográfica a los 35 años de edad, llegando a ser un codiciado intérprete a partir del año 1916.
Participó en diferentes producciones mudas para los directores Ernst Lubitsch y Fritz Lang. En el film de Hans Steinhoff Der falsche Dimitry, estaba pensado en un inicio que Ludwig Hartau interpretara al personaje principal, Iván el Terrible. Sin embargo, el actor falleció en la cima de su carrera en 1922 en Berlín, Alemania.

## Filmografía (selección)
- 1912 : Europäisches Sklavenleben
- 1915 : Die Tänzerin
- 1916 : Adamants letztes Rennen
- 1916 : Die Sektwette
- 1917 : Der Antiquar von Straßburg
- 1917 : Wenn Frauen lieben und hassen
- 1918 : Mr. Wu
- 1918 : Menschen, die durchs Leben irren
- 1918 : Das Kainszeichen
- 1919 : Hungernde Millionäre
- 1920 : Anna Boleyn
- 1920 : Johann Baptiste Lingg
- 1920 : Verkommen
- 1921 : Kämpfende Herzen
- 1921 : Verbrechen aus Leidenschaft
- 1922 : Der Mann mit der eisernen Maske
- 1922 : Marie Antoinette
- 1922 : Kinder der Zeit
- 1923 : Der Schatz der Gesine Jakobsen